# 石田港站
石田港站（日语：／ Ishidakō eki */?）是富山電氣鐵道石田線的鐵路車站，位於日本富山縣下新川郡櫻井町石田漁港附近。由於北前船開始停靠石田港，為了復興石田港以及建設周邊工廠而興建三日市站至石田港站的的鐵路，並且以石田港站作為終點站，開業後更帶動石田濱海水域場的興起。

## 歷史
1930年（昭和5年）4月10日，黑部鐵道的三日市站至石田港站路段正式通車啟用。十年後的1940年（昭和15年）2月29日，富山電氣鐵道收購了黑部鐵道的這段路線，這一舉措獲得了官方批准。隨後3月27日，富山電氣鐵道正式完成了對這條路線的收購，並將其命名為石田線，石田港站成為石田線的終點站。然而5月23日，富山電氣鐵道獲得批准停駛石田線，並在6月1日正式廢線，石田港站也隨之廢站。原先的運輸業務轉移到了富山電氣鐵道的電鐵石田站。

## 其他
石田港站原計畫由富山電氣鐵道延伸至魚津方向，但由於前往宇奈月方向需要在三日市站進行轉乘，因此經與黑部鐵道等方面協商後，決定將石田線設置為平面交叉。而國鐵北陸本線則改為立體交叉，並在黑部鐵道西三日市站進行轉乘。因此，石田港站以西的鐵路延伸計畫未能實現。
石田港站的站舍在石田港線廢止後被拆除，並移築為富山電氣鐵道經田站的第二代站舍，該建築至今仍然存在。

## 相鄰車站
富山電氣鐵道
石田線（石田港線）
生地口站 - 石田港站

## 備註
1. ↑  今富山地方鐵道。
2. ↑  或稱石田港線。
3. ↑  已於1954年4月1日合併入黒部市[3]。
4. 1 2 3  今部黑站。
5. ↑  今愛之風富山鐵道線
6. ↑  現為電鐵黑部站
7. ↑  現為富山地方鐵道本線